# 诺森伯兰大道

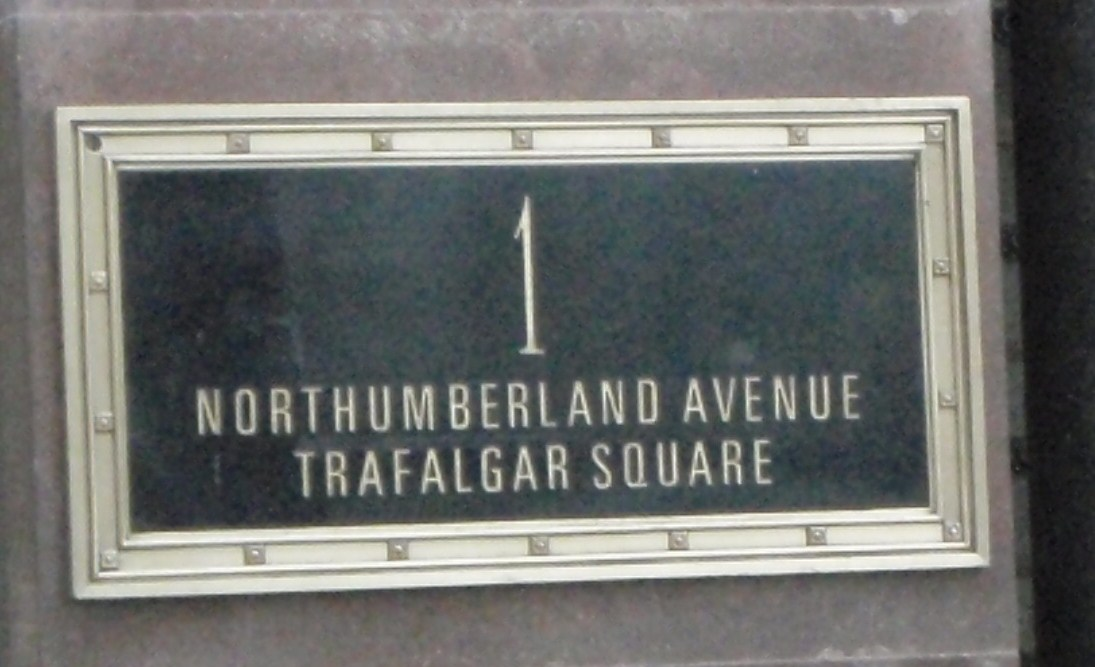
诺森伯兰大道1号门牌

诺森伯兰大道（英語：Northumberland Avenue）是英国伦敦西敏市的一条街道，长0.2英里（320），西起特拉法加广场，东到泰晤士河堤岸（Thames Embankment）。东端是泰晤士河上的亨格福德橋和五十週年紀念橋。这条路建在諾森伯蘭宮（诺森伯兰郡公爵珀西家族于1874-1876年之间的伦敦住所）的原址。
这条街自建成后，全是豪华酒店，包括七层的大酒店、维多利亚酒店和大都会酒店。剧场剧院（Playhouse Theatre）在1882年开业，成为伦敦的一个重要地点。 从1930年代开始，酒店从诺森伯兰郡大道消失，被英国陆军部、空军部和后来的英国国防部的办公楼所取代。这条街出现在福尔摩斯小说《巴斯克维尔的猎犬》，以及英国地产大亨中。